# Нгуєн Ань Туан
Нгуєн Ань Туан — в'єтнамський дипломат. Надзвичайний і Повноважний Посол В'єтнаму в Україні та в Молдові за сумісництвом (з 2017).

## Життєпис
Навчався в Московському інституті інженерів залізничного транспорту та в Університеті Малайзії. Тривалий час займався науковою і викладацькою роботою у Дипломатичній академії Міністерства закордонних справ Соціалістичної Республіки В'єтнам, має наукове звання доцент.
У 2000—2003 рр. — працював на різних посадах у Посольстві В'єтнаму в Малайзії.
У 2008—2012 рр. — працював на різних посадах у Посольстві В'єтнаму в Австралії.
18 серпня 2017 р. — прибув до Києва як Надзвичайний і Повноважний Посол в Україні.
1 грудня 2017 року — вручив вірчі грамоти Президенту України Петрові Порошенку.